# Yacimiento arqueológico de La Ribera de la Algaida
El yacimiento arqueológico de la Ribera de la Algaida o Ribera de Turaniana es un conjunto de restos arqueológicos descubierto en 1859 que cronológicamente abarcan desde el final de la Edad del Bronce, pasando por la Cultura argárica, fundamental durante la época romana, hasta la etapa musulmana, y que se encuentran junto a la costa en la localidad de Aguadulce, municipio de Roquetas de Mar (provincia de Almería, España). Ocupa una superficie de entre 12 y 13 hectáreas, aproximadamente.
La Ribera de la Algaida fue declarada Bien de Interés Cultural (BIC) con la categoría de Zona arqueológica mediante Decreto 174/1991 el 17 de septiembre de 1991, código 40790004, inscrito como ‘’Zona arqueológica’’ (BOE número 249, página 33777, de 17 de octubre).

## Importancia
Su importancia radica en dos hechos:
- Importante fondeadero y centro comercial romano
- Ocupación histórica ininterrumpida de 5.000 años, desde la Edad del Cobre hasta el siglo XII.

## Tipología y cronología
- Asentamientos: Edad Media - Árabes
- Fondeaderos: Época romana
- Poblados: Edad del Hierro I
- Poblados: Edad del Hierro II – Iberos
- Poblados: Edad del Bronce final
- Poblados: Edad del Bronce medio

## Historia del yacimiento
Situado en las inmediaciones del actual espacio de la Ribera de la Algaida, las primeras columnas, capiteles, cornisas, ánforas o monedas fueron recogidos por don Miguel Ruiz de Villanueva en 1859. Los redactores del diario La Crónica Meridional realizaron una visita en 1891. En la memoria publicada por la Real Academia de la Historia se reflejaba una extensión de 1 por 2 kilómetros. La necrópolis estaba localizada hacia el oeste. En 1958, la empresa Unión Salinera realiza una serie de trabajos que sacan a la luz nuevos restos prehistóricos, hacia el sur oeste y oeste del asentamiento romano. Cuando se inicia la urbanización de Las Palmerillas, se realiza la voladura de la torre costera nazarí de Torrequebrada en 1962.
Se realizaron excavaciones en 1996. Descubierta una necrópolis en 2003 en la parte norte, destruida en la urbanización de la zona. En 2004 el Ayuntamiento realiza obras de canalización de aguas residuales de Aguadulce mediante una conducción que atraviesa el yacimiento arqueológico; pocos meses después se utiliza como escombrera. Denuncia de la Delegación de Cultura.

## Ocupación histórica
1. La Prehistoria: Se conservan algunas piezas de cerámica, destacando un fragmento de vaso campaniforme. Se corresponde con el periodo tardío de la Edad del Cobre y su paso a la Edad del Bronce pleno, época argárica. En el lado occidental aparecieron restos de cerámica ibérica, grandes vasijas decoradas con policromías; de época romana son algunos escasos restos iberos.
2. La ciudad romana de Turaniana: Quedan restos del poblado romano mencionado en el Itinerario de Antonino, posiblemente redactado en el siglo III. Turaniana pudo ser un barrio de la ciudad de Murgis. La ocupación romana ya se inicia en el periodo republicano, época de la que se recogen restos de cerámica campaniense y sobre todo del tipo Terra sigillata, típica cerámica romana caracterizada por su brillante color rojo. Su época de máximo apogeo es la del inicio del Imperio, entre los siglos I y III. De su periodo de decadencia romana datan algunas esculturas de bronce y algunas vasijas de cristal. La urbanización se basa en un amplio eje que seguía el camino antiguo de Almería, con una serie de calles perpendiculares. De sus construcciones se conservan fustes y capiteles de columnas, sillares, umbrales y estucos pintados en viviendas. Los muros eran de mampostería con mortero o de tapial. Hay restos de molinos de cereales y de aceituna y de actividades pesqueras, en el litoral y hacia el sur.
3. Período árabe: aldea pesquera de Al-Binyans o Al-Pechiniz. Escasa información sobre este período salvo la que aportan los historiadores Al-Idrisi o Al-Udri. Se constata una reducción de la superficie ocupada durante la Edad Media, centrada sobre todo en los alrededores de Torrequebrada. De este período datan algunos enterramientos y cerámicas encontrados en las excavaciones de 1993. Dicha torre se construiría hacia el siglo XIV, siendo destruida en 1962.
4. El Puertezuelo de Los Bajos: Es un fondeadero natural usado para el comercio del poblado.

### Patrimonio Histórico Andaluz
- Ver catálogo

### Noticias
- Diario Ideal: Colectivos denuncian la agresión que sufre Turaniana, por F. Granados, de 12 de abril de 2008
- Diario Ideal: Quejas por el uso de maquinaria pesada en el entorno de Turaniana, por F. Granados, de 5 de mayo de 2008

- Datos: Q6169549